# بوب بويد (لاعب كرة قدم أمريكية)
بوب بويد (بالإنجليزية: Bob Boyd) هو لاعب كرة قدم أمريكية أمريكي، ولد في 7 مارس 1928 في ريفرسايد في الولايات المتحدة، وتوفي في 17 مايو 2009 في كاليفورنيا سيتي في الولايات المتحدة.

## وصلات خارجية
- بوب بويد على موقع مرجع كرة القدم المحترفة.كوم (الإنجليزية)